# Моррисон, Александр Платонович
Александр Платонович Моррисон (5 марта 1902, Гельсингфорс — 14 июня 1937, Ростов-на-Дону) — советский журналист и общественный деятель, редактор газеты «Таганрогская правда».

## Биография
Родился 5 марта 1902 года в Гельсингфорсе в семье польско-литовского происхождения, из мелкопоместной шляхты. 
Моррисон — литературный псевдоним, выбранный Александром в юности и перекочевавший затем в документы как фамилия. С 1919 года являлся членом ВКП(б).
Учился на факультете журналистики в Москве. Работал редактором газет в Челябинске, Новороссийске, Краснодаре, Шахтах.
В 1931 году Александр Моррисон был направлен в Таганрог «поднимать» газету «Таганрогская правда». Первый номер газеты со строчкой на четвёртой полосе «Отв. редактор А. Моррисон» вышел 2 октября 1931 года.
В Таганроге, на общественных началах, помимо работы в газете, активно поддерживал культурную жизнь города: занимался помощью Драматическому театру, участвовал в восстановлении Городского сада. Будучи страстным поклонником творчества А. П. Чехова, активнейшим образом занимался вместе с Михаилом Андреевым-Туркиным созданием Чеховского дома-музея. Их общими стараниями дом-музей Чехова был открыт к Октябрьским торжествам 1933 года. А 30 мая 1935 года их же усилиями, при поддержке первого секретаря горкома ВКПб С. Х. Варданиана, был открыт Литературный музей Чехова.
В 1935 году был вызван в Москву Н. Бухариным для согласования вопросов по празднованию 75-летнего юбилея А. П. Чехова в Таганроге. Бюст Чехова, созданный его женой Верой Морозовой и торжественно открытый в ходе этих праздничных мероприятий, стал первым памятником писателю в СССР.
В январе 1936 года, после очередной партийной чистки, Моррисон был освобождён от должности редактора «Таганрогской правды». 28 января 1936 года вышел последний номер газеты с отметкой в выходных данных «Отв. редактор А. Моррисон».
От исключения из партии его спасло только вмешательство симпатизировавшего ему С. Х. Варданиана. Вскоре Александр Моррисон был назначен на должность начальника Управления по делам искусств Азово-Черноморского края и переехал в Ростов-на-Дону. В Ростове-на-Дону Моррисон жил в гостинице «Ростов», семья осталась в Таганроге.
20 ноября 1936 года, вскоре после ареста Степана Варданиана, был арестован в Ростове-на-Дону и Моррисон. Арест производили сотрудники Таганрогского УНКВД по Ростовской области. Обвинялся в том, что являлся участником троцкистско-зиновьевской террористической и диверсионно-вредительской организации, организовал контрреволюционную группу в редакции газеты «Таганрогская правда», где проводил вредительскую работу.
На февральско-мартовском пленуме ЦК ВКПб 1937 года было сообщено, что в Азово-Черноморском крае был разработан план покушения на Сталина. А роль связного с иностранными разведками была отведена Александру Моррисону. 
14 июня 1937 года Военной коллегией Александр Моррисон был осужден по сталинским расстрельным спискам на десять лет лагерей без права переписки, что означало расстрел.
Реабилитирован посмертно 28 июля 1956 года Военной коллегией Верховного суда СССР «за отсутствием состава преступления».

## Семья
- Морозова, Вера Георгиевна (1903—1991) — жена, российский скульптор.
- Морозов, Георгий Георгиевич (1880—1934) — тесть, государственный и партийный работник.
- Морозова, Нелли Александровна (1924—2015) — дочь, редактор, киносценарист.
- Бахнов, Владлен Ефимович (1924—1994) — зять, поэт, журналист, драматург, сценарист.
- Бахнов, Леонид Владленович (1948) — внук, российский филолог, прозаик, критик[12].

## Память
- 20 сентября 2013 года в Таганроге, на территории усадьбы музея «Домик Чехова», была проведена акция, посвящённая создателям Чеховского музея[13]. Среди создателей музея были отмечены Александр Моррисон, Михаил Андреев-Туркин, Сергей Балухатый и Вера Морозова[13].